# Kahr Serie MK
La Kahr Serie MK è una serie di pistole semiautomatiche prodotte da Kahr Arms.
Nel 2003, la Kahr Arms introdusse le versioni Elite di MK9 e MK40. Le varianti elite presentano una finitura in acciaio inossidabile lucidato e un'incisione laser. Oltre ad un aspetto diverso, il pozzetto del caricatore è smussato per facilitare il ricaricamento e la rampa di alimentazione è lucidata per assicurare un'alimentazione affidabile.